# منتخب فنلندا لكرة الأرض للسيدات
منتخب فنلندا الوطني لكرة الأرض للسيدات (بالفنلندية: Suomen naisten salibandymaajoukkue)‏ هو ممثل فنلندا الرسمي في المنافسات الدولية في كرة الأرض للسيدات.